# Iwan Igorewitsch Chutorskoi
Iwan Igorewitsch Chutorskoi (russisch Иван Игоревич Хуторской, auch Ivan Khutorskoi transkribiert; * 17. Februar 1983 in Moskau; † 16. November 2009 ebenda) war ein antifaschistischer russischer Aktivist und Kampfsportler, der von Rechtsextremisten ermordet wurde.

## Biografie
Iwan Chutorskoi war ein Angehöriger der anarchistisch orientierten Skinheadbewegung RASH. Er war Student der Rechtswissenschaften. Bei vielen öffentlichen Veranstaltungen der Szene (Konzerte, Tagungen, Sportveranstaltungen), in deren Umfeld mit Störungen oder Angriffen zu rechnen war, war er für die Sicherheit verantwortlich.
Iwan Chutorskoi wurde am Abend des 16. November 2009 im Alter von 26 Jahren vor seinem Wohnhaus in Moskau erschossen. In der Folge des Mordes kam es in vielen Ländern der Welt zu Protesten und Gedenkveranstaltungen.